# 506 до н. е.

## Народились
- Імператор Косьо, 5-й імператор Японії, синтоїстське божество, легендарний монарх.[1]